# Hadash (parti politique)
Pour les articles homonymes, voir Hadash (homonymie).

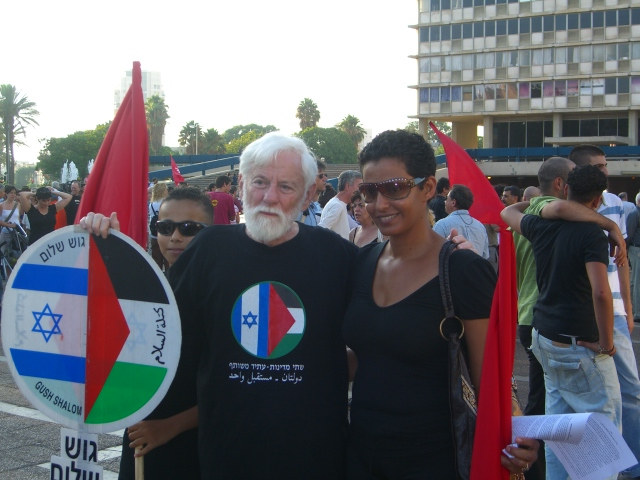
Uri Avnery lors d'une manifestation du Hadash contre le conflit israélo-libanais de 2006.

Hada"sh (hébreu : חד"ש, hébreu : חדש « nouveau », acronyme de hébreu : חזית דמוקרטית לשלום ולשוויון Hazit Demokratit LeSHalom veLeShivion, rendu en arabe par arabe : الجبهة الديمقراطية للسلام والمساواة, al-Jabhah ad-Dimuqrāṭiyyah lis-Salām wa'l-Musāwah « Front démocratique pour la paix et l’égalité ») est une alliance parlementaire de gauche radicale israélienne juive et arabe. Le Hadash réunit diverses organisations, dont la plus importante est le Parti communiste israélien et possède, en 2016, cinq représentants à la Knesset, à la suite du succès relatif de la Liste unifiée que dirige son chef Ayman Odeh lors des élections législatives de 2015.

## Histoire
Le parti fut créé le 15 mars 1977 lorsque le groupe parlementaire Rakah et Non-Partisans modifia son nom en Hadash pour préparer les élections législatives la même année. Les Non-Partisans comprenaient des membres des Black Panthers (de nombreux autres rejoignirent le Camp de Gauche d'Israël) et d'autres groupes non-communistes de gauche. Au sein du mouvement Hadash, le Rakah (rebaptisé Maki, acronyme hébraïque pour Parti communiste israélien, en 1989) conserva son statut indépendant.
Lors de son premier test électoral, le Hadash remporta cinq sièges, soit un de plus que ceux propres au Rakah précédemment. Cependant, lors des élections de 1981, le parti n'obtint que quatre sièges. Il les conserva lors de l'élection de 1984, en obtenant un supplémentaire lorsque Mohammed Wattad fit défection au Mapam en 1988. Les élections législatives de la même année virent le parti revenir à quatre sièges, bien qu'il en perdit un lorsque Charlie Biton quitta le parti pour transformer les Black Panthers en faction indépendante le 25 décembre 1990. Les élections législatives de 1992 virent le parti rester à trois sièges. Le Hadash a soutenu le gouvernement de Yitzhak Rabin en 1992.
En 1996, le parti présenta une liste commune avec le Balad aux élections législatives. Ils remportèrent cinq sièges, mais se séparèrent durant la session, le Hadash étant alors réduit à trois sièges. Les élections législatives de 1999 virent le parti se maintenir à trois sièges, Mohammad Barakeh et Issam Makhoul remplaçant Ahmad Sa'd et Saleh Saleem.
Lors des élections législatives de 2003, le Hadash participa à une autre liste commune avec le Ta'al d'Ahmed Tibi. La liste obtint trois sièges mais l'alliance éclata en cours de session, laissant au Hadash deux sièges occupés par Mohammad Barakeh et Issam Makhoul.
En 2006, le Hadash remporta trois sièges lors des élections législatives, Hana Sweid et Dov Khenin entrant à la Knesset aux côtés de Mohammad Barakeh. Les élections de 2009 virent le parti obtenir un siège supplémentaire, occupé par Afu Agbaria.
Aux élections de 2013, le Hadash retrouve ses quatre sièges.
Aux élections de 2015, le Hadash emporte cinq sièges au sein de la Joint List.

## Politique et idéologie
Le parti soutient l'évacuation de toutes les colonies israéliennes, un retrait total d'Israël de tous les territoires occupés après la guerre des Six Jours, et la création d'un État palestinien dans ces territoires. Il soutient aussi le droit au retour ou à la compensation pour les réfugiés palestiniens.
En plus des questions de paix et de sécurité, le Hadash est aussi connu pour son activisme sur les questions sociales et environnementales. Le parti soutient aussi la mise en place d'une économie communiste et la défense des droits des travailleurs.  
Le Hadash se définit comme un parti non sioniste, original par son opposition marxiste au nationalisme. Il appelle à la reconnaissance des Arabes palestiniens comme minorité nationale au sein d'Israël.
Le Hadash a basculé vers un aspect plus nationaliste arabe après leur alliance avec le Ta'al en 2003. Avirama Golan, journaliste au quotidien Haaretz considéré à gauche, écrivit en 2007 que le Hadash avait « succombé au courant séparatiste-nationaliste et populiste... et choisi de tourner le dos à un agenda civique et social en faveur des questions liées au nationalisme palestinien... ».
En 2015, le Hadash soutient la campagne du BDS contre les entreprises opérant dans les territoires occupés.   

### Plate-forme électorale
Le programme du parti pour les élections de 2009 comprenait les points suivants :
1. obtenir une paix juste, d'ensemble et stable entre Israéliens et Palestiniens et Israéliens et Arabes.
2. protéger les droits et acquis des travailleurs.
3. développer les services sociaux : santé, éducation, logement, assistance, culture et sports.
4. égalité pour la population arabe d'Israël.
5. éradication de la discrimination ethnique dans tous les cas, défendre les préoccupations des habitants des quartiers désavantagés et des villes en développement.
6. protection des libertés démocratiques.
7. égalité des sexes dans tous les cas.
8. protection de l'environnement et justice environnementale.
9. élimination des armes de destruction massive.

## Dirigeants
- Meir Vilner - leader (1976–1992)
- Tawfiq Ziad - leader (1992–1994)
- Saleh Saleem - leader (1996–1999)
- Tawfik Toubi - secrétaire-général (1989–1993)
- Mohammad Barakeh - secrétaire-général (1993–1999), leader (1999–2015)
- Ayman Odeh - secrétaire-général (2006–), leader (2015–)

## Représentants à la Knesset

### 25eKnesset (depuis 2022)
- Ayman Odeh
- Aida Touma-Suleiman
- Ofer Cassif
- Youssef Atauna

### Anciens représentants à la Knesset
- Charlie Biton (1977-1990)
- Tamar Gozansky (1990-2003)
- Avraham Levenbraun (1977, 1981)
- Hashem Mahameed (1990-2003)
- Issam Makhoul (1999-2006)
- Hanna Mwais (1977-1981)
- Mohamed Nafa (1990-1992)
- Ahmad Sa'd (1996-1999)
- Saleh Saleem (1994-1999)
- Tawfik Toubi (1977-1990)
- Muhammed Wattad (1988)
- Meir Vilner (1977-1990)
- Tawfiq Ziad (1977-1990, 1992-1994)
- Yousef Jabareen (2015-2021)
- Jabar Asatra (2019-2021)